# Vandières (Marne)
Vandières is een gemeente in het Franse departement Marne (regio Grand Est) en telt 328 inwoners (2004). De plaats maakt deel uit van het arrondissement Epernay.

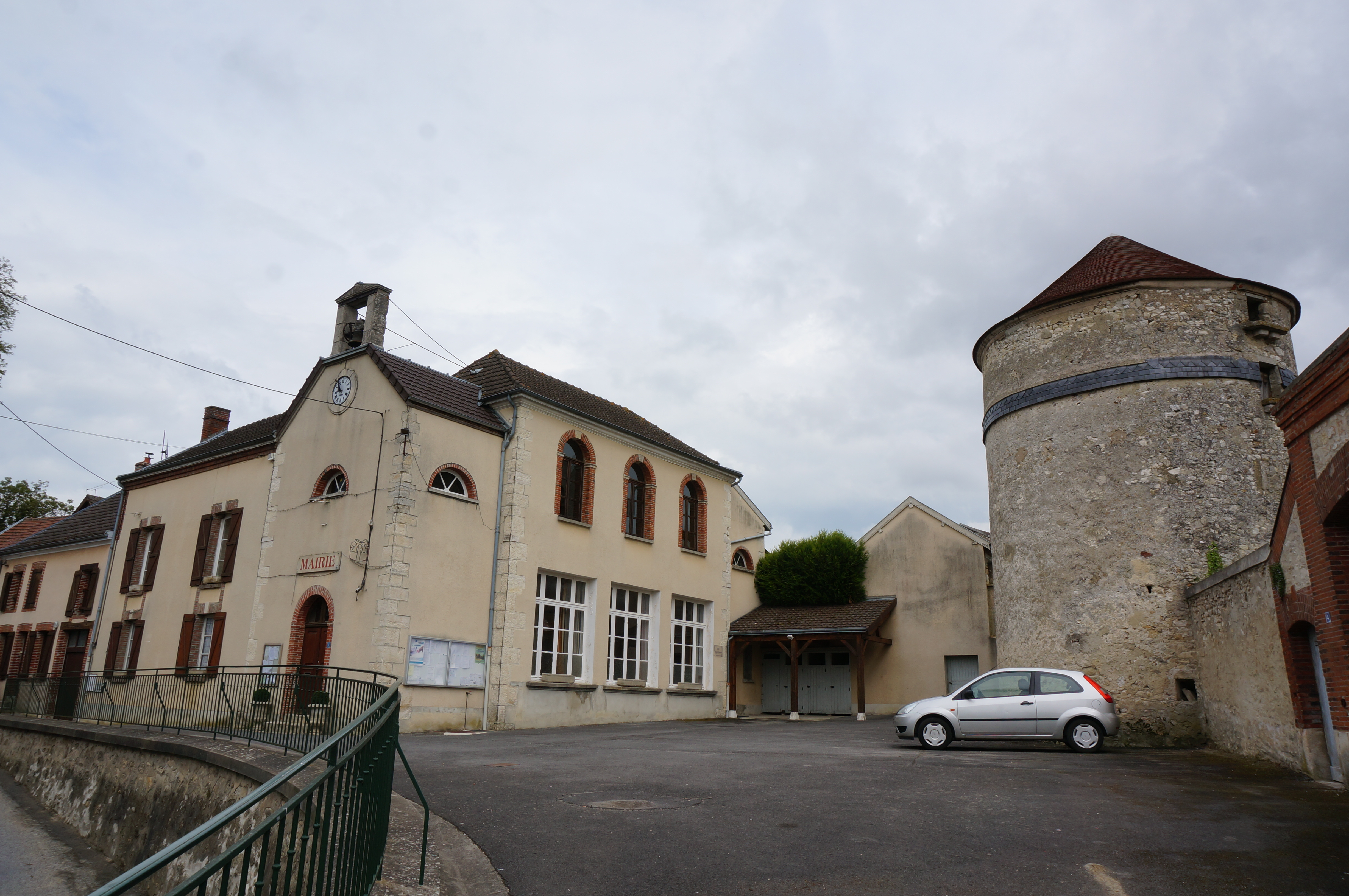
Gemeentehuis en toren van Vandières
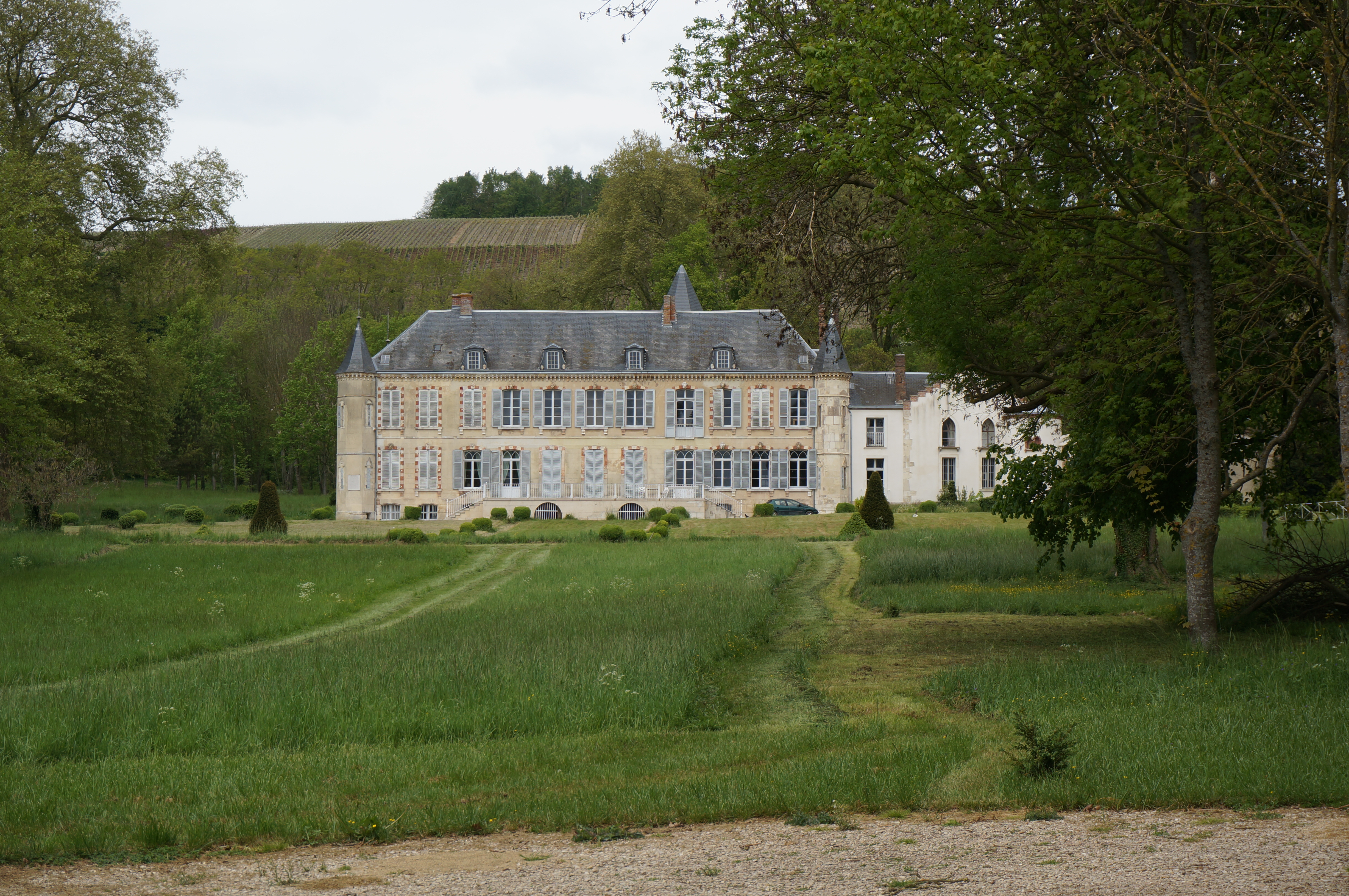
Kasteel van Vandières

## Geografie
De oppervlakte van Vandières bedraagt 13,1 km², de bevolkingsdichtheid is 25,0 inwoners per km².
De onderstaande kaart toont de ligging van Vandières (Marne) met de belangrijkste infrastructuur en aangrenzende gemeenten.

## Demografie
Onderstaande figuur toont het verloop van het inwonertal (bron: INSEE-tellingen).

1. ↑  Populations de référence 2022.